# Michele Sfrondilo
Michele Sfrondilo (in greco Μιχαὴλ Σπονδύλης?; fl. XI secolo) fu patrizio bizantino, duca d'Antiochia e infine catapano d'Italia dal 1038 fino al 1039.

## Biografia
Michele Sfrondilo era un membro della corte imperiale di Costantinopoli, con il titolo di patrizio bizantino, fu poi nominato duca di Antiochia.
Nel 1038 fu inviato insieme a Giorgio Maniace a Bari, visto che l'imperatore bizantino Michele IV Paflagonio aveva deciso di riconquistare la Sicilia, affidò un forte esercito a Maniace che avrebbe condotto la spedizione, mentre Michele doveva sostituire il catapano Costantino Opo. Dopo pochi mesi, nel 1039, fu sostituito da Niceforo Doceano.